# Opactwo i klasztor Altenmünster w Lorsch

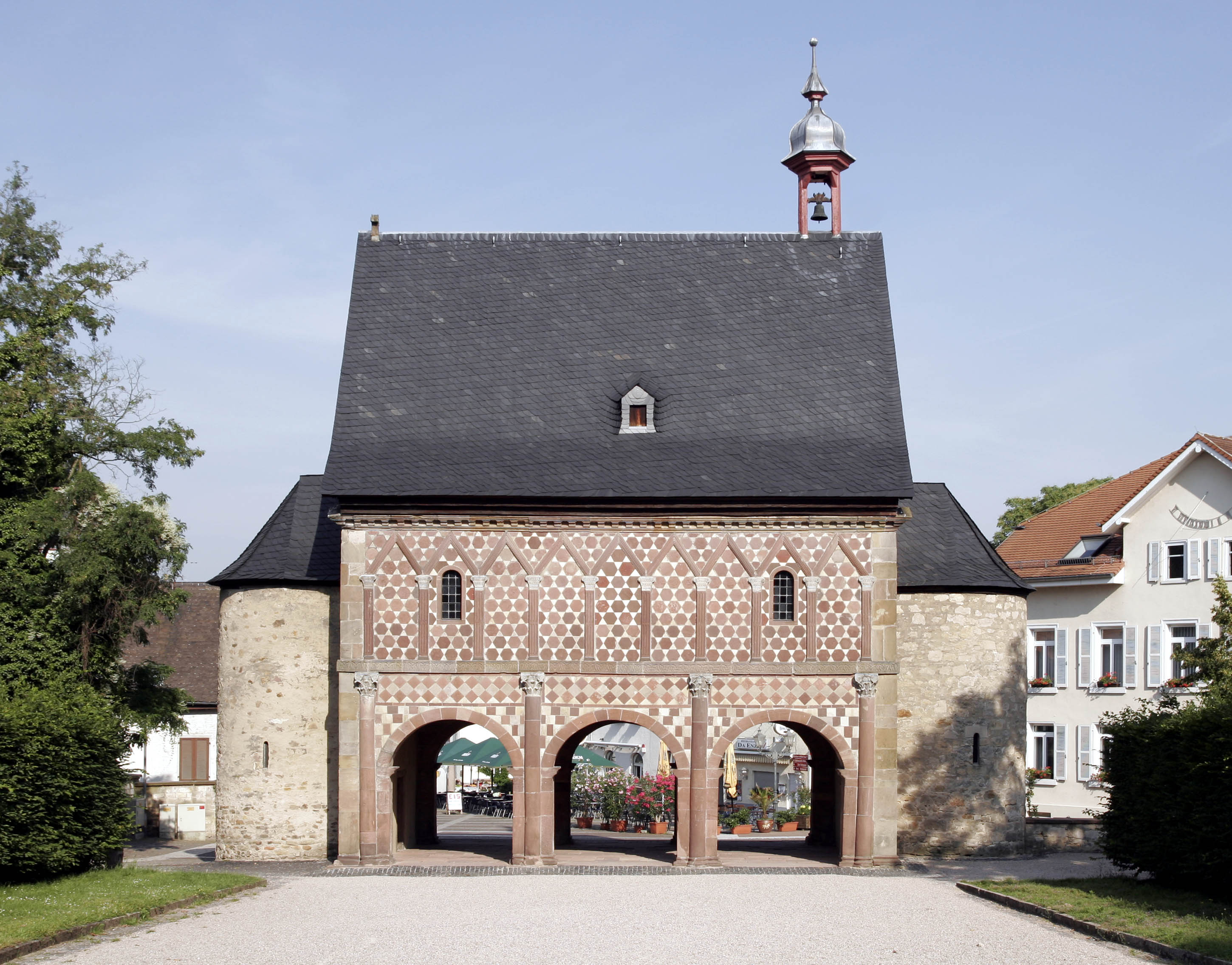
Opactwo Lorsch, karolińska brama i sala królewska, widok od strony wschodniej

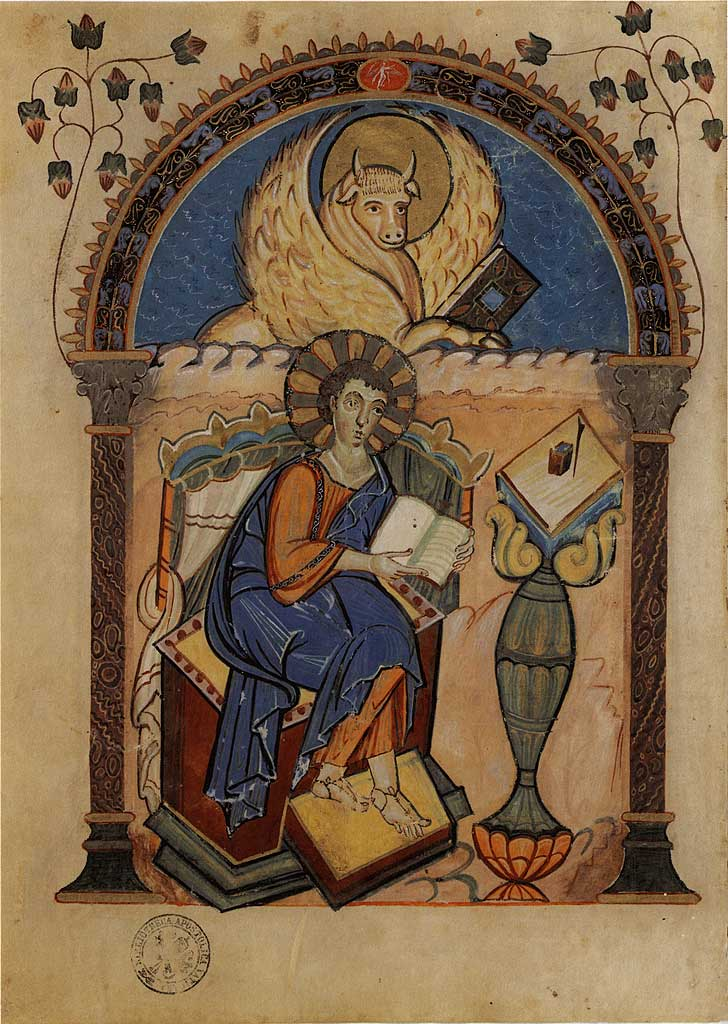
Ewangeliarz z Lorsch, Łukasz Ewangelista

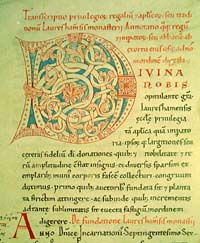
Pierwsza strona kartularza z Lorsch

Klasztor Lorsch (niem. Kloster Lorsch) – dawne opactwo benedyktyńskie w Lorsch w powiecie Bergstraße w południowej Hesji, pomiędzy Darmstadt a Wormacją, w środkowych Niemczech. Założone w 764, było głównym ośrodkiem kultury i nauki Królestwa Frankońskiego. Znane z powstających tam rękopisów, uważanych za jedne z najcenniejszych zabytków sztuki piśmienniczej średniowiecza: Ewangeliarz z Lorsch (niem. Lorscher Evangeliar) z ok. 810., farmakopea z Lorsch (niem. das Lorscher Arzneibuch) z 795, księga liturgiczna z Lorsch (niem. Lorscher Rotulus) przed 876, Kartularz z Lorsch (łac. Codex Laureshamensis) powstały w latach 1170–1175.
Klasztor zaliczany jest do najważniejszych preromańskich zabytków Niemiec, słynie z dobrze zachowanej bramy wraz z salą królewską (niem. Torhalle albo Königshalle) w stylu karolińskim.
W 1991 opactwo i Altenmünster w Lorsch zostały wpisane na listę dziedzictwa kulturowego UNESCO.

## Historia
Według kartularza z Lorsch, klasztor został założony ok. 764 przez frankońskiego grafa Kankora oraz jego matkę Williswinth, jako tzw. Eigenkloster (łac. ecclesia propria albo propriae haereditatis). Kościół oraz pierwsze zabudowania klasztorne z drewna wzniesiono na terenie, gdzie obecnie znajdują się ruiny Altenmünster. Kościół znajdował się tam prawdopodobnie już przed 764 r., ufundowany przez rodzinę grafów, miał być ich ostatnim miejscem spoczynku.
Klasztor Lorsch oddano we władanie biskupowi Metzu św. Chrodegangowi, kuzynowi Kankora. Biskup był legatem papieskim na królestwo frankońskie oraz głową kościoła w królestwie. Był blisko związany z majordomem Pepinem Krótkim. Gwarantował utrzymanie klasztoru w rodzinie i ochronę przed biskupami Wormacji i Moguncji.
Około 764 Chrodegang oddelegował do klasztoru mnichów z opactwa Gorze koło Metzu. Chrodegang zatroszczył się również o sprowadzenie do nowego klasztoru relikwii, wysyłając prośbę do papieża Pawła I w tej sprawie. 11 lipca 765 klasztor otrzymał z rąk arcybiskupa Wilchara von Mentena szczątki św. Nazariusza.
Opactwo zaczęli licznie odwiedzać pielgrzymi. Stale rosnąca ich liczba przyczyniła się najprawdopodobniej do budowy nowego kościoła w 765. W tym czasie opatem klasztoru został brat Chrodeganga, Gundeland. Nowy kościół wzniesiono niedaleko starego (Altenmünster) na ziemi podarowanej klasztorowi przez Thurinkberta, brata grafa Kankora. Kiedy umierał Chrodegang (766), klasztor liczył 16 mnichów.

### Opactwo Rzeszy
Po śmierci Kankora w 771 jego syn Heimerich zaczął rościć sobie prawo do własności klasztoru. Gundeland założył sprawę przed sądem dworskim Karola Wielkiego, który z kolei przyznał prawo własności dotychczasowemu opatowi. Aby uniknąć konfliktów z okolicznym rycerstwem i sąsiednimi biskupami, w 772 Gundeland przekazał klasztor królowi Karolowi, a ten roztoczył nad nim swój patronat. Tym samym opactwo otrzymało status tzw. opactwa Rzeszy (niem. Reichskloster albo Königskloster) z prawem wolnego wyboru opatów oraz immunitetem.
Opactwo było zobowiązane świadczyć służbę królowi (łac. servitum regis). Zgodnie z tradycją “wiecznej modlitwy” (łac. aus perennis), Karol nakazał mnichom modlitwę w intencji rodziny królewskiej oraz państwa.
W 774 ukończono nowy kościół przyklasztorny. Gundeland zaprosił Karola Wielkiego na uroczystość poświęcenia świątyni. Karol wracał ze zwycięskiej wyprawy przeciwko Longobardom we Włoszech, a w drodze powrotnej zatrzymał się w Spirze. Do Lorsch przyjechał m.in. w towarzystwie biskupa Moguncji Lullusa, który dokonał poświęcenia świątyni i przeniesienia relikwii św. Nazariusza do nowego kościoła. Obok Lullusa w ceremonii uczestniczyli: Weomad z Trewiru, Megingoz z Würzburga oraz biskup Angilramn z Metzu.
Najpóźniej w 774 gotowy był również pałac cesarski (niem. Königspfalz), często odwiedzany przez Karola Wielkiego, a później przez jego wnuka Ludwika Niemieckiego.
Czwarty opat, Richbod, kazał wybudować kolejny, mniejszy kościół – ecclesia triplex, oraz otoczyć klasztor murem kamiennym. Ponadto wybudował skryptorium oraz szkołę przyklasztorną, co przyczyniło się do rozwoju jednej z najbardziej znanych bibliotek średniowiecza. Richbod był najprawdopodobniej od 775 jednym z pisarzy w klasztorze (niem. Urkundenschreiber). Wykształcenie otrzymał na dworze Karola, a jego nauczycielem był główny doradca cesarza Alkuin. Przypuszcza się, że stanowisko opata (od 784) zawdzięczał swoimi powiązaniom z dworem królewskim, które musiały odegrać również ważną rolę, kiedy Richbod zostawał biskupem Trewiru (791-793). Należał do wąskiego kręgu uczonych na dworze Karola, co zapewniało klasztorowi Lorsch szczególną pozycję jako jednego z głównych wytwórców książek oraz współodpowiedzialnego za reformę edukacji w Królestwie.
Opactwo otrzymywało liczne darowizny przekazywane przez okoliczne rycerstwo, głównie w regionie Wormacji (niem. Wormsgau), wokół dawnego Lobdenburga (niem. Lobdengau) oraz na terenie Oberrheingau. Kolejne darowizny pochodziły z Kraichgau, Speyergau oraz w dalszej kolejności z Lahngau, Wetterau (Wettereiba), Niddagau, Maingau, Anglachgau (na południowy wschód od Spiry), Ufgau (na południowy wschód od Spiry), Wingertland (Wingarteiba we wschodnim Odenwaldzie), Elsenzgau oraz Breisgau. Posiadłości klasztorne rozciągały się od Niderlandów po Szwajcarię. Hojność na rzecz opactwa można tłumaczyć jako wyraz poparcia dla polityki Karola Wielkiego.

### Podział Rzeszy
Słynny ewangeliarz z Lorsch (niem. Lorscher Evangeliar) wzbogacił zbiory klasztoru za czasów opata Adalunga, który przyczynił się do rozbudowy biblioteki klasztornej. Adalung był w bliskich stosunkach z cesarzem Karolem Wielkim, który uczynił go również opatem w Saint-Vaast w Arras (808). Adalung podpisał (wraz z innymi) testament Karola Wielkiego. Był również doradcą następcy Karola Ludwika Pobożnego (778-840).
Z konfliktów sukcesyjnych pomiędzy potomkami cesarza Karola Wielkiego opactwo wyszło wzmocnione. W 832 Ludwik II Niemiecki zajął klasztor, by uniemożliwić jego przejście na stronę jego ojca, cesarza Ludwika Pobożnego. W 833 Adalung pojechał do Lügenfeld koło Colmar, by z polecenia cesarza przekazać prezenty papieżowi Grzegorzowi IV, który negocjował pomiędzy cesarzem a jego synami. W 834 Ludwik Niemiecki w zamian za poparcie klasztoru w sporze przeciwko swojemu bratu Lotarowi I, podarował opactwu kolejne ziemie. W tym czasie klasztor liczył 60 mnichów.
Po śmierci Adalunga w 834 opatem w Lorsch został Samuel, późniejszy biskup Wormacji (od 841). Po śmierci Ludwika Pobożnego popierał jego syna Lotara I, który cieszył się również wsparciem opata Fuldy Rabanusa Maurusa, arcybiskupa Moguncji Otgara oraz biskupa Paderborn Badurata. Dopiero wraz z umową z Verdun (843) doszło do porozumienia pomiędzy klasztorem a Ludwikiem Niemieckim, który stanął na czele państwa wschodniofrankijskiego. W 847 Ludwik wydał dokument pozwalający na wymianę ziem i odzyskanie w ten sposób posiadłości klasztornych utraconych wskutek podziału Rzeszy. W 852 status opactwa Rzeszy został ponownie potwierdzony.
W latach 895–956 klasztor został pozbawiony prawa wyboru opata, którego wtedy wyznaczał władca. Opatami mianowanymi były tak znaczące postaci jak Adalbero z Augsburga czy arcybiskup Kolonii Brun, brat Ottona Wielkiego. W 951 Brun wprowadził w Lorsch reformę z Gorze (łac. ordo Gorziensis) i uczynił z klasztoru centrum tego ruchu reformacyjnego, który zreformował opactwo w Corvey, Fuldzie, St. Gallen, St. Martin (Kolonia) oraz Amorbach.
Uważa się, że szczyt potęgi klasztoru przypada na 876, kiedy po śmierci Ludwika II Niemieckiego opactwo stało się miejscem pochówku niemieckich Karolingów. Obok Ludwika II Niemieckiego (804-876) w krypcie kaplicy nazywanej ecclesia varia spoczywają: Ludwik III Młodszy (835-882) i jego nieślubny syn Hugon (?-879) oraz żona Konrada I, Kunegunda (?-po 915).
W 1067 opactwo otrzymuje z rąk króla Henryka IV prawo bicia monet oraz prawo do organizowania targów.
Do 1090 królowie odwiedzili klasztor około dwadzieścia razy. W 1052 do opactwa przybył papież Leon IX dla poświęcenia ołtarza w kaplicy karolińskiej.

### Opaci Lorsch
W ciągu 486 lat istnienia klasztor miał 47 opatów.
| Chrodegang z Metzu (764–765) | Liuther (897–900)                          | Reginbald (1018–1032) | Ermenold (1107–1111?)                    | Konrad (1214–1229) |  |
| Gundeland (765–778)          | Adalbero (900–901)                         | Humbert (1032–1037)   | Benno (1111?–1119)                       |                    |  |
| Helmerich (778–784)          | Hatto I (901–913)                          | Bruning (1037–1043)   | Heidolf (1119)                           |                    |  |
| Richbod (784–804)            | Liuther (913–931)                          | Hugo I (1043–1052)    | Hermann (1124–1125)                      |                    |  |
| Adalung (804–837)            | Evergis (931–948?)                         | Arnold (1052–105)     | Diemo (1125–1139)                        |                    |  |
| Samuel (837–856)             | Brun (brat Ottona Wielkiego) (948?–951)    | Udalrich (1056–1075)  | Baldemar (1140–1141)                     |                    |  |
| Eigilbert (856–864/865)      | Gerbod (951–972)                           | Adalbert (1075–1077)  | Folknand (1141–1148)                     |                    |  |
| Thiothroch (864/865–876)     | Salmann (972–999)                          | Winther (1077–1088)   | Hildebert (1148)                         |                    |  |
| Babo (876–881)               | Werner I (999–1001)                        | Anselm (1088–1101)    | Marquard (1148–1149)                     |                    |  |
| Walther (881–882)            | Werner II (1001–1002)                      | Gerold II (1101–1105) | Heinrich (1151–1167)                     |                    |  |
| Gerhard (883–893)            | Gerold I (1002–1005)                       | Hugo II (1105)        | Sigehard (1167–1199/1200)                |                    |  |
| Adalbero (895–897)           | Poppo opat klasztoru w Fuldzie (1006–1018) | Gebhard (1105–1107)   | Luitpold von Scheinfeld (1199/1200–1214) |                    |  |

### Upadek opactwa

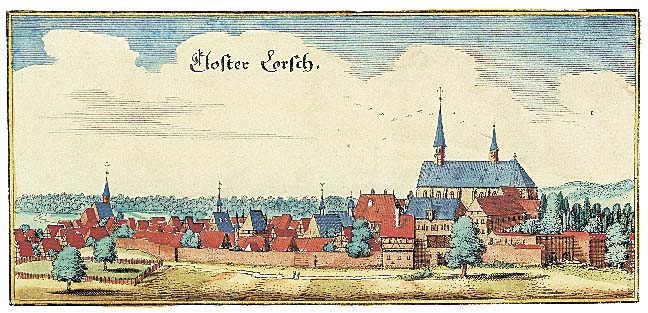
Opactwo Lorsch, ok. 1615, rycina Mathäusa Meriana

W 1232 Lorsch straciło niezależność i przeszło w posiadanie elektoratu Moguncji, wiązało się to z utratą wielu przywilejów. Benedyktyni opuścili klasztor. Opactwo przejęli cystersi, których wkrótce zastąpili norbertanie (1248).
W 1461 Lorsch przeszło w posiadanie Palatynatu, który w 1556 wprowadził reformację i rozwiązał klasztor. Opuszczone opactwo popadało w ruinę. Ostatecznemu zniszczeniu uległo w czasie wojny trzydziestoletniej podczas wycofywania się wojsk hiszpańskich w 1621. Po wojnie dostało się ponownie we władanie książąt biskupów z Moguncji (niem. Kurmainz). Z bogatych zabudowań zachowała się jedynie brama z salą królewską (niem. Königshalle), uważana za najstarszą w pełni zachowaną budowlę kamienną w Niemczech z okresu porzymskiego.

### Czasy nowożytne
W 1803 Lorsch znalazło się na terytorium Hesji.
W XIX w. zaczęto prowadzić na terenie klasztoru pierwsze prace archeologiczne, których wyników nie publikowano. W latach 1927–1937 przeprowadzono trzy duże badania archeologiczne pod kierunkiem Friedricha Behna, które dostarczyły informacji na temat położenia i prawdopodobnego wyglądu poszczególnych budynków.
W 1991 opactwo i Altenmünster w Lorsch wpisano na listę dziedzictwa kulturowego UNESCO.

## Architektura

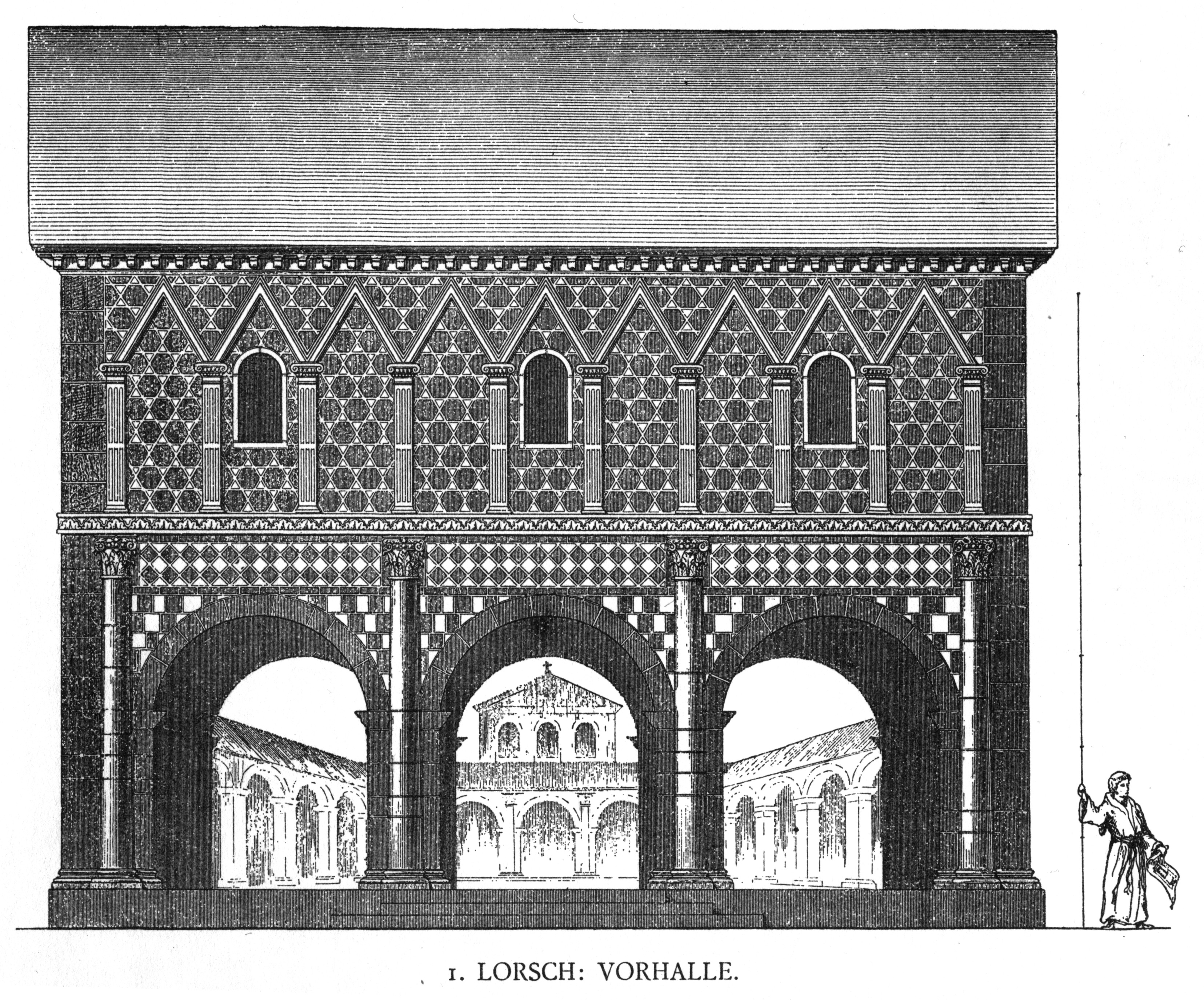
Opactwo Lorsch, karolińska brama i sala królewska

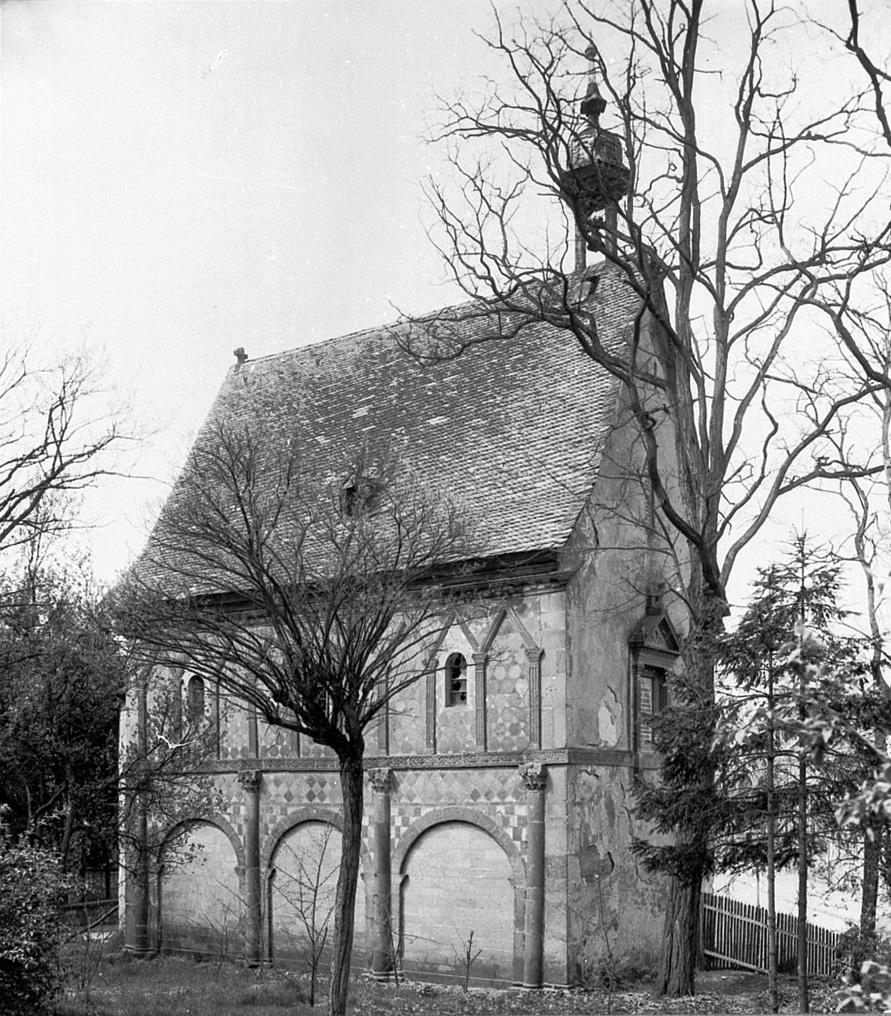
Opactwo Lorsch, karolińska brama i sala królewska, widok od strony wschodniej ok. 1900 r. (przed pracami restauracyjnymi)

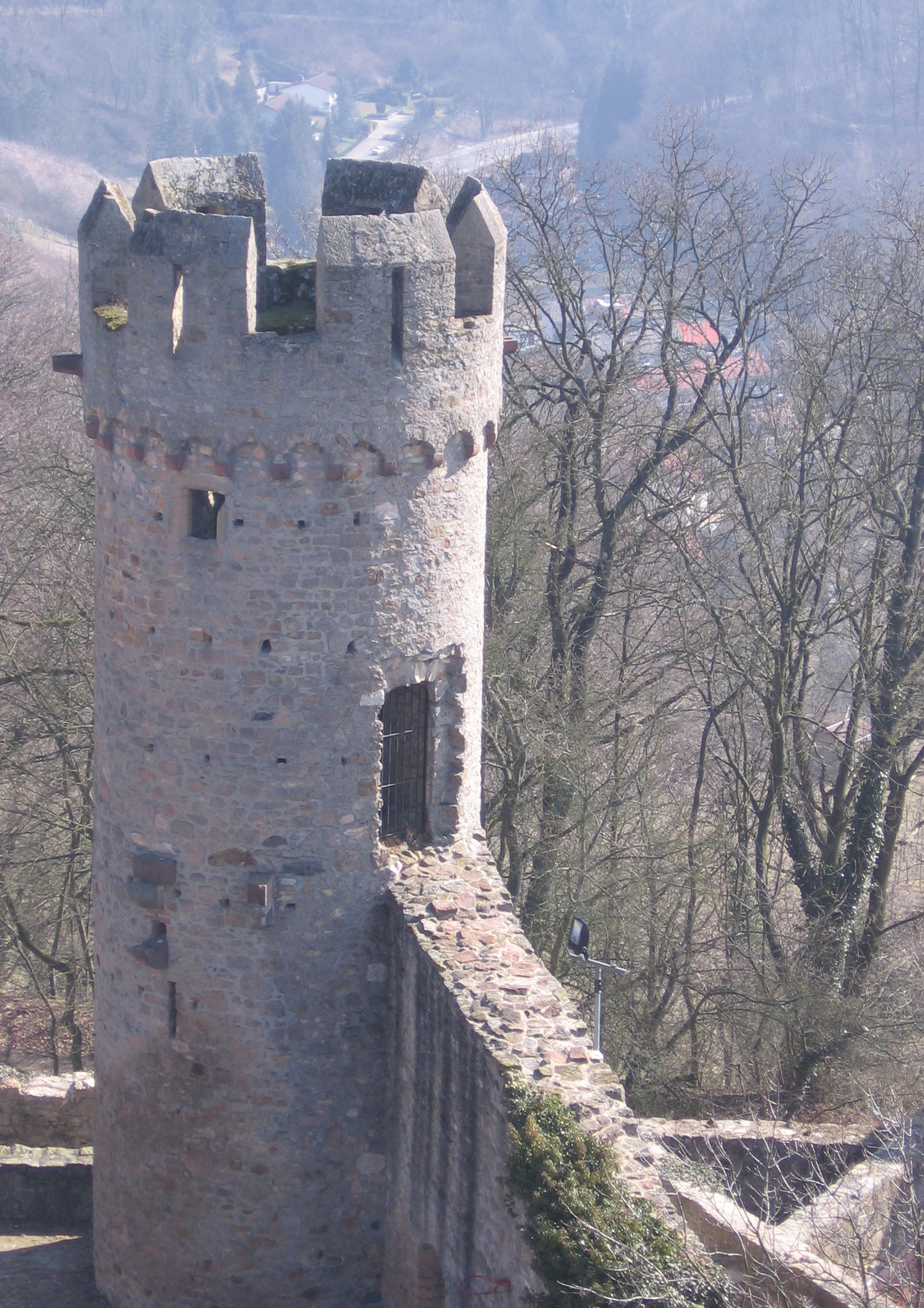
Opactwo Lorsch, Starkenburg

Klasztor zaliczany jest do najważniejszych preromańskich zabytków Niemiec.
Na podstawie informacji z kartularza z Lorsch oraz wyników prac archeologicznych, można stwierdzić, że szczyt architektonicznego rozkwitu opactwa przypadał ok. 1050 roku.
Wejście do klasztoru od strony zachodniej prowadziło przez wielopiętrową bramę, która zarazem była częścią atrium. Zachowana do dziś Königshalle stała wolno na dziedzińcu zaraz za wejściem zachodnim. We wschodniej części dziedzińca znajdował się też kościół romański, którego pozostałości zachowały się po dziś dzień. Zaraz obok wznosiła się poświęcona w 774 trójnawowa bazylika, odbudowana po pożarze w 1090. Od wschodu sąsiadowała z nią ecclesia varia- kaplica grzebalna niemieckich Karolingów. Na południu znajdowały się krużganki. Całość wraz z zabudowaniami gospodarczymi otoczona była murem klasztornym z przynajmniej trzema innymi bramami.

### Bazylika
Prace archeologiczne pod kierunkiem Friedricha Behna pozwoliły na określenie położenia i zarysu bazyliki, która wielkością odpowiadała innym znaczącym sakralnym budowlom karolińskim. Z romańskiego poszerzenia karolińskiego kościoła zachowała się jedynie nawa środkowa.

### Kaplica grzebalna
Budowa kaplicy – ecclesia varia, rozpoczęła się w 876. Friedrich Behn zrekonstruował zarys kaplicy, który była najprawdopodobniej połączona z bazyliką schodami pokonującymi 4 m różnicy w poziomach. Ecclesia varia była półkolista, posiadała sklepienie i okna.

### Raj
Źródła wspominają też często o tzw. raju, pokrytym płytami z blachy za czasów opata Gerboda (951-972). Najprawdopodobniej chodzi tu o otwarty dziedziniec na zachód od bazyliki karolińskiej- atrium, którego pozostałości nie zachowały się.

### Königshalle
Brama klasztorna wraz z salą królewską (niem. Königshalle) to jedyna część klasztoru karolińskiego zachowana do dziś. Jeden z najbardziej znanych przykładów wczesnośredniowiecznej sztuki budowlanej.
Do tej pory nie wiadomo kiedy dokładnie powstała ta budowla i jakie było jej przeznaczenie. Niektórzy uważali, że brama ta to rodzaj łuku triumfalnego zbudowanego dla Karola Wielkiego, by uczcić jego zwycięski powrót w 774 z wyprawy przeciwko Longobardom. Badania jednak wykazują, że bramę zbudowano w późniejszych czasach, za panowania Ludwika Niemieckiego. W dyskusji co do jej przeznaczenia wymienia się następujące możliwości: bibliotekę, salę sądową, miejsce przechowania relikwii św. Nazariusza i salę przyjęć.
Königshalle posiada dwa piętra. Na parterze znajduje się otwarta sala ograniczona trzema półkolistymi łukami po stronie zachodniej i wschodniej. Piętro odznacza się jońskimi kapitelami, karbowanymi prostokątnymi płytami oraz trójkątnymi szczytami. Elewację zdobią kwadratowe, sześciokątne i trójkątne płytki z białego i czerwonego piaskowca. Na pierwszym piętrze znajdują się słynne barwne malowidła ścienne w stylu preromańskim, romańskim i gotyckim.
Po upadku opactwa budowla popadła w ruinę. Pod koniec XVII w., za czasów księcia Franza Lothara von Schönborna (arcybiskupa Moguncji) Königshalle zaczęła pełnić funkcję kaplicy dla książęcej rezydencji myśliwskiej. Wtedy też dobudowano do niej sygnaturkę z dzwonnicą oraz przeprowadzono przebudowę wnętrz. Dopiero Friedrich Behn przywrócił Königshalle jej oryginalny średniowieczny wygląd.

## Starkenburg
Klasztor posiadał zamek obronny (niem. Fluchtburg) – Starkenburg, wzniesiony w 1065 na wzgórzu przy Bergstraße.

## Znaczenie
Klasztor był ośrodkiem renesansu karolińskiego i zaliczany jest do najważniejszych ośrodków kultury w okresie średniowiecza. Posiadał jedną z największych bibliotek, która stała się częścią słynnej Bibliotheca Palatina w Heidelbergu. Do tej pory zachowało się ok. 300 rękopisów z Lorsch.
Do najsłynniejszych manuskryptów ze zbiorów opactwa należą:
- Ewangeliarz z Lorsch (niem. Lorscher Evangeliar) z ok. 810
- Farmakopea z Lorsch (niem. das Lorscher Arzneibuch) z 795 – uznawana za jedno z pierwszych dzieł medycyny naukowej
- Księga Liturgiczna z Lorsch (niem. Lorscher Rotulus) przed 876 – najstarsza zachowana średniowieczna łacińska księga liturgiczna
- Kartularz z Lorsch (łac. Codex Laureshamensis) powstały w latach 1170–1175

Klasztor posiadał i powielał również pisma autorów antycznych: Wergiliusza (najstarsze z ok. 500), Liwiusza, Cycerona i Salustiusza.

## Probostwa
- Klasztor Altenmünster (probostwo od 1071)
- Cella Michelstadt-Steinbach (probostwo od 1073)
- Klasztor św. Michała na górze Heiligenberg koło Heidelbergu
- Klasztor św. Stefana na górze Heiligenberg koło Heidelbergu
- Klasztor Neuburg